# 아프리카대꼬리박쥐속
아프리카대꼬리박쥐속(Coleura)은 대꼬리박쥐과에 속하는 박쥐 속의 하나이다. 3종으로 이루어져 있다.

## 하위 종
- 아프리카대꼬리박쥐 (Coleura afra)
- 마다가스카르대꼬리박쥐 (Coleura kibomalandy) - 아프리카대꼬리박쥐의 이명으로 간주.[2]
- 세이셸대꼬리박쥐 (Coleura seychellensis)